# Elverumsfullmakten

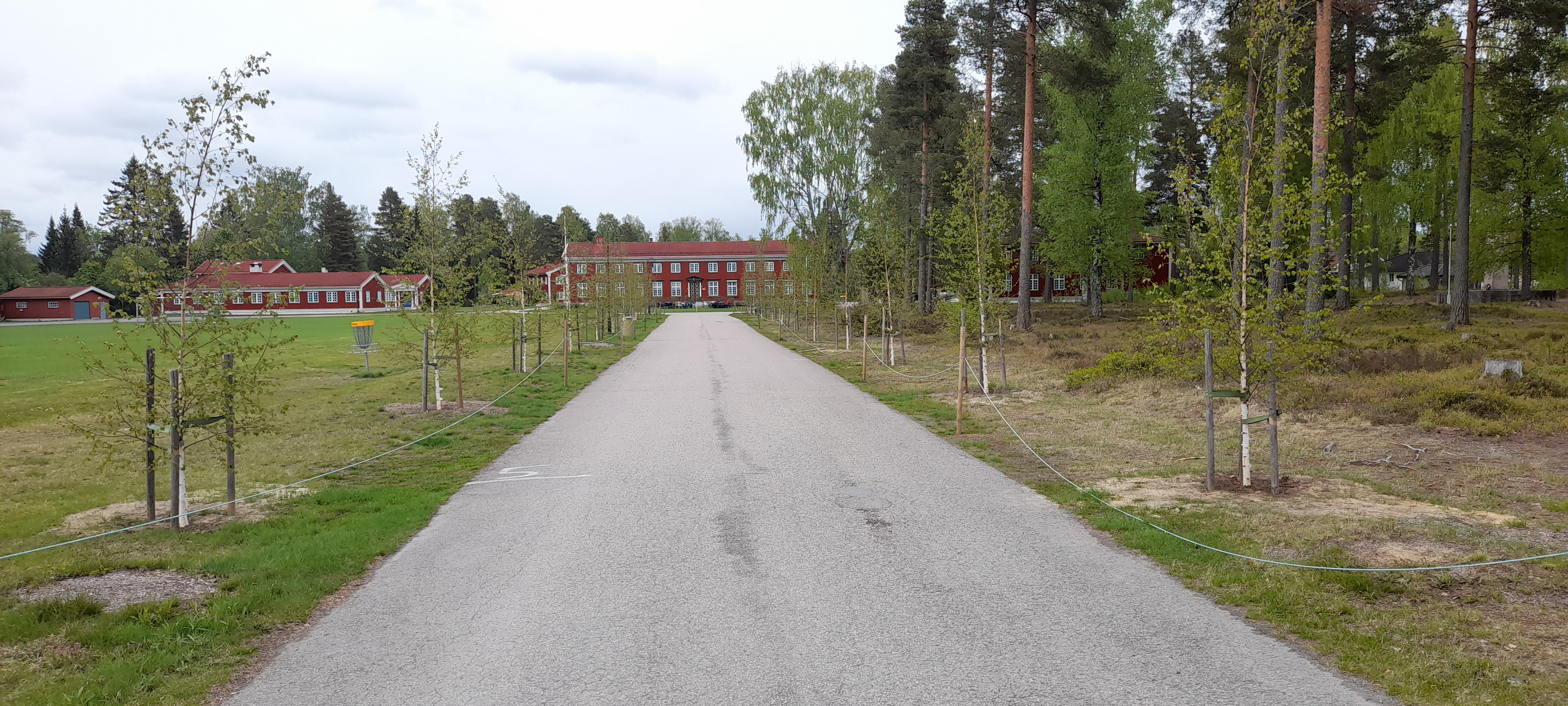
Elverumsfullmakten beslöts om av Stortinget i Elverum folkehøgskole

Elverumfullmakten var ett mandat Norges regering fick från Stortinget i Elverum den 9 april 1940 till att "å vareta rikets interesser" så länge som Stortinget inte kunde samlas på grund av kriget mot Tyskland.
Efter attacken på Norge den 9 april 1940 ville regeringen Nygaardsvold avgå, men Stortingets president Carl Joachim Hambro fick till att regeringen stärktes med tre rådgivande ministrar från de borgerliga partierna. Det noterades i mötesprotokollet att regeringen hade mandat att regera fram till "presidentskapet i overensstemmelse med regjeringen innkaller Stortinget til møte igjen". I fullmakten stod det:
| ”                                                         | Presidenten har altså foreslått at Stortinget bemyndiger Regjeringen til, inntil det tidspunkt kommer da Regjeringen og Stortingets presidentskap etter konferanse innkaller Stortinget til neste ordinære møte, å vareta rikets interesser og treffe de avgjørelser og beføyelser på Stortingets og Regjeringens vegne, som må anses for påkrevd av hensyn til landets sikkerhet og framtid. | „ |
| – Carl Joachim Hambro, citerat efter Dokument nr.2 (1945) | |   |

Det har förekommit oenighet om detta tillstånd. Det fanns ingen formell omröstning och den parlamentariska presidenten refereras på olika sätt vid två tillfällen. Det hade inte skrivits något nytt mötesprotokoll, innan regeringen flydde till London i exil. Överprövning i efterhand har dock kommit fram till att regeringen, både beträffande den norska grundlagen och den kritiska situationen i landet, hade ett sådant mandat. Mandatet hade regeringen antingen det hade varit omröstning eller inte i Stortinget.
Beslutet togs före förhandlingarna med Tyskland. Det fanns ingen som hade tänkt detta tillstånd för en regering i exil, men det var ett nödvändigt beslut att skydda legitimiteten för den lagliga styrelsen och lagstiftningen i regeringen under krigsåren 1940–1945.